# Claus Selzner

Claus Selzner

Nikolaus „Claus“ Selzner, auch Nikolaus „Klaus“ Selzner (* 20. Februar 1899 in Groß-Moyeuvre, Diedenhofen; † 20. Juni 1944 in Heidelberg) war ein deutscher SS-Führer und Generalkommissar von Dnjepropetrowsk im Reichskommissariat Ukraine.

## Leben
Nach Abschluss einer Schlosserlehre wurde der 15-jährige Selzner 1915 Ordonnanz in Metz. Im weiteren Verlauf des Ersten Weltkriegs wurde er als MG-Schütze und Flugzeugschlosser eingesetzt. Ab 1919 arbeitet er in Bayern als Schlosser und Techniker. Dort kam er schon vor seiner Übersiedlung von Ansbach nach Worms im Jahr 1924 in Kontakt zur NSDAP.
Selzner gehörte seit der Wiederzulassung der NSDAP 1925 der Partei (Mitgliedsnummer 24.137) und der von ihm in Worms aufgebauten SA an. Vermutlich ab Februar 1926 bis Juni 1928 war er Ortsgruppenleiter der NSDAP in Worms, wo er im selben Jahr auch die erste Hitlerjugend-Gruppe gründete. 1927 wurde Selzner zum Bezirksleiter der NSDAP für den Kreis Worms ernannt; vorrangige Aufgabe war der Aufbau von Ortsgruppen im ländlichen südlichen Rheinhessen. Im August 1927 rückte er in die Stadtverordnetenversammlung von Worms nach.
Nach einer Auseinandersetzung um die von Selzner seit April 1927 herausgegebenen Zeitung Die Faust und um die Gliederung der Partei in Rheinhessen wurde er im Februar 1928 aus der NSDAP ausgeschlossen. Nach heftigen Protesten der Ortsgruppe Worms wurde der Ausschluss im März 1928 durch Adolf Hitler gegen den Willen der Gauleitung für Hessen-Darmstadt aufgehoben, Selzner wurde wieder in seine Parteiämter als Ortsgruppenleiter und Bezirksleiter eingesetzt.
Im Jahr 1929 war er Adjutant der SA-Standarte Darmstadt. Nach parteiinternen Konflikten zog er 1930 nach Ludwigshafen am Rhein, wo er Ortsgruppen- und Kreisleiter wurde und in der BASF (damals IG Farben) eine NS-Betriebszelle gründete.
1932 wurde er Mitglied des Reichstags, 1934 stellvertretender Leiter der NS-Betriebszellenorganisation (NSBO), Leiter des Organisationsamtes der Deutschen Arbeitsfront (DAF) und der NS-Gemeinschaft Kraft durch Freude (KdF). In der DAF war er Reichsamtsleiter im Amt Ordensburgen. Seit 1936 war er Mitglied der SS (SS-Nummer 277.988). 1938 war er maßgeblich am Aufbau der Deutschen Arbeitsfront im Reichsgau Sudetenland beteiligt.
Am 2. Dezember 1936 wurde er zum SS-Oberführer und 1941 zum Hauptbefehlsleiter im Hauptschulungsamt der NSDAP ernannt.
Am 1. September 1941 wurde er zum Generalkommissar von Dnjepropetrowsk ernannt und war in dieser Funktion auch für die Ermordung der jüdischen Bevölkerung im Generalbezirk Dnjepropetrowsk verantwortlich. Nach sowjetischen Angaben war er direkt verantwortlich für die Ermordung von 17.000 Juden Ende 1941 in der Nähe des jüdischen Friedhofs in Dnjepropetrowsk. Im April 1942 wurde er zum SS-Brigadeführer befördert. Zuletzt lebte er in Einsiedlerhof bei Kaiserslautern. Er starb noch am 20. Juni 1944 (kurz vor Mitternacht) in der Chirurgischen Universitätsklinik in Heidelberg an Ösophagusvarizen (auf dem Boden einer Leberzirrhose). Nicht zutreffend ist damit die Variante, er sei angeblich einer Fischvergiftung erlegen. Sein Leichnam wurde am Folgetag nach Kaiserslautern überführt.
Nach Kriegsende wurden sämtliche Schriften Selzners in der Sowjetischen Besatzungszone auf die Liste der auszusondernden Literatur gesetzt.